# Taxeotis
Taxeotis is een geslacht van vlinders van de familie spanners (Geometridae), uit de onderfamilie Oenochrominae.

## Soorten
- T. acrothecta Turner, 1904
- T. adelia Prout, 1910
- T. aenigmatodes Turner, 1929
- T. alloceros Turner, 1929
- T. anthracopa Meyrick, 1890
- T. bigeminata Prout, 1910
- T. blechra Turner, 1929
- T. celidora Turner, 1939
- T. compar Turner, 1929
- T. didymosticha Turner, 1939
- T. egenata Walker, 1861
- T. endela Meyrick, 1890
- T. epigaea Turner, 1904
- T. epigypsa Meyrick, 1890
- T. eremophila Turner, 1929
- T. euryzona Turner, 1936
- T. eutyctodes Turner, 1939
- T. exaereta Turner, 1929
- T. exsectaria Walker, 1861
- T. goniogramma Meyrick, 1897
- T. gonosemela Lower, 1893
- T. helicta Turner, 1939
- T. holoscia Lower, 1903
- T. homoeopa Turner, 1944
- T. intermixtaria Walker, 1861
- T. intextata Guenée, 1858
- T. isomeris Meyrick, 1890
- T. lechrioschema Turner, 1939
- T. limbosa Turner, 1933
- T. maerens Turner, 1939

- T. mimela Prout, 1910
- T. notosticta Turner, 1936
- T. ochrosticta Turner, 1929
- T. oraula Meyrick, 1890
- T. orphnina Turner, 1904
- T. pelopa Meyrick, 1897
- T. perlinearia Walker, 1861
- T. phaeopa Lower, 1899
- T. philodora Meyrick, 1890
- T. phricocyma Turner, 1929
- T. pleurostigma Turner, 1943
- T. pychnomochla Turner, 1939
- T. semifusca Warren, 1899
- T. spodoides Turner, 1943
- T. stereospila Meyrick, 1890
- T. subvelaria Walker, 1861
- T. thegalea Turner, 1939
- T. xanthogramma Lower, 1903